# Caribbomerus mexicanus
Caribbomerus mexicanus is een keversoort uit de familie van de boktorren (Cerambycidae). De wetenschappelijke naam van de soort werd voor het eerst geldig gepubliceerd in 1984 door Napp & Martins.